# Falklandsöarnas församling
Falklandsöarnas församling (engelska: Parish of the Falkland Islands)  är en församling inom den Anglikanska kyrkogemenskapen. Den omfattar anglikaner inom de brittiska territorierna Falklandsöarna samt Sydgeorgien och Sydsandwichöarna i Sydatlanten. Den anglikanska kyrkan omfattar större delen av öarnas befolkning (cirka 10% är katoliker). Församlingskyrka är Christ Church Cathedral, Stanley.
Församlingen leds sedan 1978 av en så kallad rector, som är direkt underställd ärkebiskopen av Centerbury, den anglikanska kyrkans överhuvud. 

## Historia
Församlingen utgjorde från grundandet ett stift, (engelska: Diocese of the Falkland Islands), omfattande anglikanska församlingar i hela Sydamerika. Den förste biskopen utsågs 1869. Senare flyttades biskopssätet till Buenos Aires i Argentina, där den Anglikanska kyrkan i Sydamerika har sitt säte i dag. Eftersom Stanley var det ursprungliga biskopssätet kallas Christ Church Cathedral, trots sin litenhet och det faktum att den numera bara är en församlingskyrka, ännu i dag för katedral.
Efter Falklandskriget 1982 avskaffades den argentinska biskopens inflytande över församlingen, som i stället inordnades som extra-provinicial under ärkebiskopen av Canterbury.

### Fotnoter
1. ↑  http://www.anglicanparishfalklands.co.uk/
2. ↑  ”Vicar prepares for Falklands”. BBC. 9 mars 2003. http://news.bbc.co.uk/1/hi/england/2834593.stm. Läst 17 februari 2008.